# Judith Mackay
Judith Longstaff Mackay, född 1943 i Yorkshire, England, är en brittiskfödd och Hongkong-baserad läkare och anti-rökningförespråkare. Hon har lett kampanjer mot tobak i Asien från 1984 och framåt, med bland annat kampanjer för skattehöjningar för att avskräcka ungdomsrökning, för etablering av rökfria områden och mot tobaksreklam. Hennes huvudsakliga intresseområden är tobak i låginkomstländer, tobaksreklam riktad mot kvinnor och att utmana de transnationella tobaksföretagen.